# Gouvernement Orlando
Royaume d'Italie
Boselli Nitti I
Le gouvernement Orlando (Governo Orlando, en italien) est le gouvernement du royaume d'Italie entre le 30 octobre 1917 et le 23 juin 1919, durant la XXIVe législature.

## Historique

### Président du conseil des ministres
Vittorio Emanuele Orlando